# Eneagrama del cuarto camino

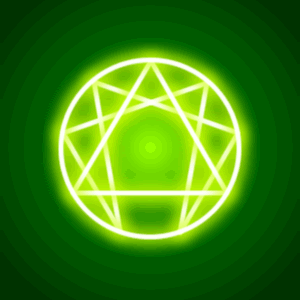
Eneagrama del cuarto camino

El eneagrama del cuarto camino es una figura publicada en 1949 en el libro de Peter Demianovich Ouspensky Fragmentos de una enseñanza desconocida. Se trata de una parte integral del llamado cuarto camino, sistema esotérico asociado con George Gurdjieff. 
El término eneagrama proviene de los términos griegos "ennea" (nueve) y "grammos" (grafía). En este caso es un grafo incompleto de 9 nodos.

## Figura del eneagrama
La figura está formada por tres partes:
- un círculo circunscrito a dos líneas polígonales.
- un triángulo equilátero interno,
- una línea polígonal autointersectante con 6 vértices (y 3 puntos dobles).

En algunas tradiciones espirituales esotéricas, el círculo simboliza unidad, el triángulo interno simboliza la "ley de tres" del cuarto camino, y la figura periódica hexagonal representa la "ley de siete" del cuarto camino.

## Interpretación
- La correcta interpretación del eneagrama se realiza en conjunto con otros símbolos geométricos. Su estudio por separado y haciendo abstracción de la simbología complementaria (los 22 polígonos inscritos) suele dar resultados ambivalentes.
- Su uso supone el estudio de la personalidad desde 9 tipologías. Las 9 "categorías", son extensibles a otras áreas, por ejemplo: tipos de cuerpos, tipos de patrones emocionales, tipos de órganos, descripción de procesos fisiológicos, el crecimiento de un ser vivo, la división de una célula, una conducta, etc.
- Es un símbolo "fisiológico", es decir, explica cómo funciona algo y cómo evoluciona y se desarrolla ese proceso en particular. Los otros símbolos acompañantes, son "morfológicos", y muestran cómo es la estructura de las cosas contenidas en este Universo.
- No necesariamente debe tener el trazado que muestra la imagen (ut supra), se admiten también otros trazos (o líneas de periodicidad) que conectan los 9 "vértices" dependiendo del objeto que se quiera analizar. De hecho, el eneagrama como aparece en el artículo (derivado del VII) no es aplicable a todos los seres humanos. Para una mitad de la humanidad el trazado es diferente (basado en el Número XIII). Por eso, para el estudio de la personalidad de una persona, hay que discernir si le corresponde el esquema derivado del VII (Hombre adánico) o del XIII (un antropoide).

## Origen
Su origen puede provenir del estudio geométrico de ciertas propiedades de los números (los 22 Números Mayores, aquellos que debieran ser objeto de la numerología)... pues éste era el único método accesible a los "antiguos" ya que todavía no se habían desarrollado completamente las herramientas algebraicas y "decimales" que permitieran un análisis completo. Es decir, que los sabios estaban obligados a pensar geométricamente. Piénsese en la figura, sólo se necesita compás y regla para dibujarla. Actualmente, el método geométrico puede ser suplantado por el algebraico que resulta más directo y menos engorroso y complicado.

## Estudio geométrico
Este estudio geométrico está basado en tres elementos clave:
1. el Círculo  (símbolo de la Eternidad),
2. la Ley de Tres  (para la creación), y
3. la Ley de Siete o de la Octava  (para el funcionamiento de lo creado).

El conocimiento de estas leyes y su aplicabilidad es decisivo para comprender el mecanismo del eneagrama.
- La Gran Octava Cósmica está contenida en el eneagrama: siete notas + dos intervalos (mi-fa y si-do) llenos = nueve elementos autónomos. El ciclo se cierra en el sistema decimal (X= Vida, vibración perpetua), con el Cero (cúspide del símbolo) detrás del IX (=letra), el Do de la siguiente Octava. (Por ello no es tan correcto pensar en que sólo son 9 elementos).
- El sistema sexagesimal de 360 grados para la circunferencia, heredado de los babilonios (y sumerios i.e. IV milenio a.C.), es crucial para el análisis.
- La utilidad principal y más noble que se le puede dar, deviene de tratar los dos grandes problemas de la humanidad, centro de su drama, el problema de la Vida (simbolizado por VII= materia viviente) y el problema de la Muerte (simbolizado por XIII= caída, descomposición, detención, muerte).
- El eneagrama no pertenece a nadie (en tal caso, las claves de su revelación están en posesión de la tradición), no es una religión (pero ayuda a comprender los cánones de las religiones del libro) ni tampoco una secta, no busca seguidores (ni detractores), con dificultad se puede encuadrar según los criterios actuales de la "ciencia" (pero cabría efectuar algunos cálculos probabilísticos sobre algunas experiencias y esperar una ampliación del perímetro científico), no se descarta su uso "terapéutico" en referencia al proceso de "autoconocimiento" (pero con cuidado y guía), y pocos son los capacitados para un análisis completo de una situación particular (y muchos los que se quedan en la superficie).
- El traspaso de oriente a occidente de la doctrina del eneagrama es principalmente obra de Gurdjieff y sus seguidores, pero también Borís Muraviev, en forma independiente, expone el sistema del eneagrama en el marco de la doctrina y la tradición de la ortodoxia oriental (heredera de la vía interna [esotérica] del cristianismo primitivo). El ámbito en el que Muraviev desarrolla el eneagrama es mucho más amplio que aquel que le dieran los seguidores de Gurdjieff.